# Нассо (містечко, Нью-Йорк)
Нассо (англ. Nassau) — місто (англ. town) в США, в окрузі Ренсселер штату Нью-Йорк. Населення — 4545 осіб (2020).

## Демографія
Згідно з переписом 2010 року, у місті мешкало 4789 осіб у 1949 домогосподарствах у складі 1316 родин. Було 2173 помешкання
Расовий склад населення:
| - 96,6 % — білих - 0,8 % — чорних або афроамериканців - 0,6 % — азіатів - 0,2 % — корінних американців |

До двох чи більше рас належало 1,4 %. Частка іспаномовних становила 1,6 % від усіх жителів.
За віковим діапазоном населення розподілялося таким чином: 21,1 % — особи молодші 18 років, 66,5 % — особи у віці 18—64 років, 12,4 % — особи у віці 65 років та старші. Медіана віку мешканця становила 42,4 року. На 100 осіб жіночої статі у місті припадало 102,0 чоловіків;  на 100 жінок у віці від 18 років та старших — 100,6 чоловіків також старших 18 років.
Середній дохід на одне домашнє господарство  становив 85 223 долари США (медіана — 73 208), а середній дохід на одну сім'ю — 98 872 долари (медіана — 88 125). Медіана доходів становила 53 211 долар для чоловіків та 53 438 доларів для жінок. За межею бідності перебувало 6,2 % осіб, у тому числі 4,8 % дітей у віці до 18 років та 2,6 % осіб у віці 65 років та старших.
Цивільне працевлаштоване населення становило 2423 особи. Основні галузі зайнятості: освіта, охорона здоров'я та соціальна допомога — 19,4 %, публічна адміністрація — 11,2 %, науковці, спеціалісти, менеджери — 10,7 %.